# Węgorek chryzantemowiec
Węgorek chryzantemowiec (Aphelenchoides ritzemabosii) - gatunek nicienia z rodziny Aphelenchoididae.  Występuje w szklarniach. Brak dymorfizmu płciowego. Kształt nitkowaty. Samica większa od samca (mniej niż 1 mm). Endo i egzopasożyt. Żeruje na częściach nadziemnych m.in.: chryzantemy, dali, truskawek. Wnika przez szparki oddechowe. Objawami są brunatne zasychające plamy, żółto brunatne przebarwienia na liściach, rośliny zasychają. Liczba pokoleń w ciągu roku: 10-15.  Jaja są składane na dolnej stronie liści. Zimują różne stadia rozwojowe w resztkach roślin. Aby zapobiegać należy przed sadzeniem roślin zastosować środek doglebowy.